# Emfiteusi
L'emfiteusi (del llatí emphyteusis, amb el mateix significat, derivat del grec ἐμφυτεύω, "empeltar", "plantar", i per extensió "introduir", "implantar", "establir a") és una figura jurídica que suposa la cessió del domini útil (dret d'ús) d'un bé immoble (perpètuament o a llarg termini) a canvi del pagament d'un tribut (anual o semestral) que s'anomena «cànon» o «cens».

## Característiques
És un concepte oposat a l'alou, en el qual el senyor alodial o alouer té el domini complet sobre el bé. L'establiment emfitèutic porta la divisió de la propietat sobre el bé entre el senyor feudal (domini directe) i el tenidor (domini útil). L'impagament del cànon per part de l'emfiteuta podia comportar la confiscació del bé per part del titular de l'establiment.
Gairebé de forma exclusiva a Barcelona, es podia donar el cas de sotstestabliment a terceres persones, de manera que hi podien haver-hi un o diversos senyors mitjans entre el darrer emfiteuta, que tenia el domini útil, i el primer estabilient, que tenia el domini directe.
A l'hora d'establir la cessió del dret d'ús es determina un cert període –en molts casos perpetu– i la posada en valor, generalment agrària, de l'immoble. També es pot donar el cas que en finalitzar el contracte d'emfiteusi el domini directe (la propietat) passi a l'emfiteuta.
L'emfiteuta pot fer valer el seu dret davant de qualsevol que interfereixi en el seu domini útil. Aquest fet inclou, com és lògic, l'eventual interferència del propietari del bé: d'aquesta manera, amb el contracte d'emfiteusi també es transmeten les facultats que porta el domini.

## L'emfiteusi als territoris catalanoparlants
L'emfiteusi fou un procediment especialment usat per garantir la colonització de les terres conquerides als andalusins a la Catalunya Nova, al Regne de València i a les Illes Balears.
Habitualment el primer emfiteuta restablia (parcel·lava) les terres en porcions menors, la qual cosa duia implícita la creació d'un nou nivell emfitèutic que se superposava a l'anterior i que es podia reproduir novament fins que el sobrant restant amb prou feines assegurava una precària subsistència del posseïdor del domini útil.
Aquest sistema de relacions de subordinació, que substituí a la figura dels serfs de l'Alta Edat Mitjana, però que romangué a la Catalunya Vella, estructurà un model feudal aparentment restringit a la propietat de la terra i basat en el pacte entre persones lliures, però a la pràctica configurà un model d'extracció i apropiació esglaonat dels rendiments agraris que empobria el món rural. Aquest, en moments de carestia i combinat amb el complex sistema fiscal i d'exaccions feudals, posava en qüestió les possibilitats de supervivència dels pagesos, cosa que fou la principal causa de les revoltes socials agràries medievals en els llocs on aquest procediment era hegemònic.

## Emfiteusis famoses
- Macau, fins al 1999.
- Hong Kong, fins al 1997.